# Monachoparthenie
Monachoparthenie (von altgriechisch μοναχός Mönch + παρθένος Jungfrau) ist ein besonders in der frühen Ostkirche des Christentums häufiges Motiv der Hagiographie. Es handelt sich dabei um Frauen, die unerkannt im Mönchsgewand in einem Männerkloster leben. Beispiele für Monachoparthenie sind die heiligen Pelagia (als Pelagius), Theodora (als Theodorus), Eugenia (als Eugenius) und Margareta (wiederum als Pelagius, möglicherweise als Dublette der heiligen Pelagia). In der Westkirche wurde Hildegund von Schönau (* 1170) verehrt, die in Männerkleidern einem Zisterzienserkloster beitrat.
Die Struktur folgt dabei häufig einem Muster:
1. Eintritt in ein Kloster unter Verheimlichung des Geschlechts
2. Neid auf Verdienste, Zurückweisung einer Frau oder Versuchung durch den Teufel führen zu Anklage wegen Unzucht und Ausschluss aus der Klostergemeinde
3. Tod der Heiligen, Entdeckung des Geschlechts und Wiedergutmachung des Unrechts

Das Motiv der unerkannten Frau in einem spezifisch männlich dominierten Bereich findet sich zudem u. a. in der militärischen Überlieferung, siehe z. B. Liste als Mann verkleideter weiblicher Militärpersonen.